# KN-23
Le KN-23 (Hwasong-11Ga,) est un missile balistique tactique à combustible solide nord-coréen.

## Conception

### Version initiale
Le KN-23 présente une ressemblance extérieure avec les SRBM russes Iskander-M et sud-coréens Hyunmoo-2B, se distinguant par son chemin de câble allongé, ses différents actionneurs de palettes à réaction et sa base lisse. Comme l'Iskander-M, il vole selon une trajectoire quasi-balistique, s'aplatissant en dessous d'une altitude d'environ 50 kilomètres, où l'atmosphère est suffisamment dense pour que les ailerons du missile puissent changer de cap le long de sa trajectoire de vol. Il posséderait une portée d'environ 450 kilomètres avec une ogive de 500 kilogrammes, mettant toute la Corée du Sud à portée de tir, bien qu'il soit possible d'étendre sa portée jusqu'à 690 kilomètres avec une charge militaire réduite. L’ogive peut être conventionnelle, probablement unitaire ou à sous-munitions, ou nucléaire. La capacité de direction active du KN-23 pourrait lui offrir une précision d'environ 100 mètres CEP avec le guidage par satellite, ou  200 mètres en utilisant seulement sa capacité inertielle. Il est lancé à partir d'un tracteur-érecteur-lanceur (TEL) à roues,,.
Néanmoins, le KN-23 est nettement plus grand que l'Iskander, et utilise probablement le même moteur de 1,1 mètre de diamètre que le Pukkuksong-1. Le moteur est quelque peu allongé, bien qu'il n'ait qu'un seul étage, par rapport au Pukkuksong-1. Il possède une structure très différente de celle de l'Iskander.
Le KN-23 est susceptible de remplacer les anciens SRBM nord-coréens à carburant liquide comme le Hwasong-5 et le Hwasong-6. Étant mobile sur route et alimenté par un combustible solide, il peut être déplacé plus rapidement, ce qui rend plus difficile sa localisation et son ciblage par une force adverse avant le tir. Une fois lancé, le faible apogée du missile, son temps de vol court et sa capacité à effectuer une manœuvre terminale le rendent plus difficile à détecter et à intercepter par les systèmes de défense antimissile traditionnels. Sa précision accrue réduit également le nombre de missiles nécessaires pour détruire une seule cible,,.
Le KN-23 est susceptible de comporter une certaine forme d'implication étrangère, notamment en matière de pièces, car par rapport au KN-24 développé plus tard, l'Agence centrale de presse coréenne se concentre principalement sur le déploiement du missile, avec peu de couverture sur ce qui concerne son développement. Alors que les KN-24 sont appelés "projectiles Juche", cela n'est jamais mentionné pour le KN-23. L’accent mis sur la préparation au combat du système suggère également qu’il a été déployé pendant un certain temps mais n’a pas été testé, comme le Hwasong-10. Néanmoins, le KN-23 présente des différences significatives par rapport au 9K720 Iskander.
La section d'ogive KN-23 possède suffisamment d'espace pour contenir jusqu'à 1 500 kilogrammes d'explosifs puissants, contre 700 kilogrammes pour le SCUD-B et 800 kilogrammes pour le 9K720 Iskander.

### Version plus grande
Lors du défilé du 14 janvier 2021, une version plus grande est observée, avec une longueur estimée à 9,8 mètres et probablement un segment supplémentaire dans le moteur. Cette version est également équipée d'un TEL plus long, avec deux sections supplémentaires. Le cône avant possède une forme similaire à celui du KN-24.

### Version SLBM
Le 19 octobre 2021, un missile de type KN-23 est tiré depuis un sous-marin immergé de classe Sinpo en tant que missile mer-sol balistique stratégique (SLBM). Le missile aurait parcouru 590 kilomètres et atteint une altitude de 60 kilomètres. Afin de pouvoir être lancé sous l'eau, il est équipé d'un générateur de gaz permettant un lancement à froid depuis le tube missile du sous-marin avant que le moteur principal ne s'enflamme dans les airs. Comparé aux précédents SLBM nord-coréens comme le Pukkuksong-1 et ses dérivés plus gros, le missile conserve la trajectoire déprimée et les caractéristiques de vol du KN-23 pour tenter d'échapper aux défenses antimissiles. Cependant, comme il est basé sur un missile d'une portée plus courte que celle de la série Pukkuksong, le sous-marin doit se rapprocher de sa cible pour pouvoir effectuer le tir, ce qui le rendrait plus vulnérable à la détection et à la destruction avant de pouvoir tirer. Le développement du KN-23 en tant que SLBM pourrait être plus une déclaration politique qu'un effort pour créer une arme viable, car le test a lieu des semaines après que la Corée du Sud a testé son propre Hyunmoo 4-4 SLBM, tous deux dérivés et basés sur la conception de l'Iskander,. Le 7 mai 2022, un autre SLBM présumé de type KN-23 est testé. Le missile parcourt 600 kilomètres et atteint un apogée de 60 kilomètres.
Le 25 septembre 2022, un KN-23 est lancé depuis un silo sous-marin situé dans les eaux intérieurs. Des photos le montrent en train de tirer depuis un plan d’eau intérieur, comme lors des lancements précédents. Il est probable que le missile ait été tiré depuis une barge submersible contenant des silos de lancement, on ne sait pas si un tel système sera utilisé comme méthode de lancement sérieuse ou s'il s'agit d'une démonstration d'une autre capacité à dissuader les stratégies de préemption sud-coréennes en ajoutant une autre méthode potentielle de déploiement.

### Version plus petite
Le 16 avril 2022, une nouvelle version du missile est testée. Il semble s'agir d'une version plus petite du KN-23, tirée depuis un véhicule à roues. Deux projectiles sont tirés à une altitude d'environ 25 kilomètres, pour une portée d'environ 110 kilomètres, à une vitesse maximale d'environ Mach 4,0. Le missile possède une portée similaire à celle du KN-02 et pourrait être un homologue du KTSSM sud-coréen. Les lancements sont accompagnés d'une déclaration les associant au développement d'armes nucléaires tactiques. S'ils sont équipés d'ogives nucléaires tactiques plus petites et plus légères tout en conservant la maniabilité du KN-23, ces missiles pourraient avoir une meilleure capacité de survie contre les défenses antimissiles afin de menacer davantage les cibles à courte portée.

## Historique
La Corée du Nord présente publiquement pour la première fois le KN-23 lors d'un défilé militaire le 8 février 2018. Le premier essai a lieu le 4 mai 2019 près de Wonsan. Deux missiles sont tirés, ils atteignent un apogée de 60 kilomètres et atterrissent à 240 kilomètres du pas de tir, les images ont apparemment été manipulées et les missiles ont probablement été tirés depuis deux véhicules différents. Cinq jours plus tard, deux autres missiles sont tirés depuis Kusong, l'un atterrit à 420 kilomètres de là et l'autre à 270 kilomètres, tous deux avec un apogée de 50 kilomètres. Le 17 mai, les forces américaines en Corée désignent officiellement cette arme sous le nom de KN-23. Un troisième essai en vol est effectué le 25 juillet 2019, les deux missiles atteignent à nouveau 50 kilomètres d'altitude et démontrent des portées plus grandes en atterrissant dans la mer du Japon à 430 kilomètres et 690 kilomètres du pas de tir. Un quatrième essai, le 6 août 2019, permet de lancer deux missiles depuis la côte ouest du pays, qui survolent la région de la capitale nord-coréenne,.
La Corée du Nord déclare que le test de deux KN-23 le 27 janvier 2022 vise à confirmer la puissance d'une ogive conventionnelle à explosion aérienne. Le lancement s'effectue sur une trajectoire déprimée d'un apogée de 20 kilomètres. Les missiles parcourent 190 kilomètres, ce qui montre que le KN-23 peut voler à une altitude plus basse sur de courtes distances, ce qui réduit le temps de réaction des défenses antimissiles. Cela suggère que le KN-23 est opérationnel.
Ce missile, contenant des composants occidentaux, est utilisé en 2024 par la Russie pour frapper l'Ukraine à l'occasion de sa guerre d'invasion.

### Version plus grande
Deux plus grands missiles, d'une variante du KN-23 plus longue avec un nez plus conique, sont lancés pour la première fois le 25 mars 2021. La Corée du Nord affirme que la nouvelle version a parcouru 600 kilomètres en étant équipée d'une ogive de 2 500 kilogrammes, bien que les analyses sud-coréennes et japonaises aient initialement indiqué qu'ils n'avaient parcouru que 420 à 450 kilomètres en atteignant une altitude de 60 kilomètres, la masse importante de l'ogive aurait certainement été exagérée également. Il est possible qu'une telle affirmation sur une charge utile aussi importante soit une propagande destinée à donner l'impression que la Corée du Nord suit le rythme des avancées en matière de missiles de son adversaire, car le Hyunmoo-4 sud-coréen est doté d'une ogive de 2 000 kilogrammes. Cette version de KN-23 est proclamée comme ayant "la plus lourde ogive au monde". Cependant, le mois suivant, le ministre sud-coréen de la Défense, Suh Wook (en), révèle qu'il a révisé son estimation et confirme la déclaration nord-coréenne concernant la portée de 600 kilomètres, affirmant que l'écart résultait des angles morts de la couverture radar dus à la courbure de la Terre. La nouvelle version du missile serait capable de couvrir presque entièrement la Corée du Sud depuis son site de lancement. Si elle peut fonctionner comme le prétend la Corée du Nord, cette arme serait une puissante arme de déstructuration de bunkers. Les États membres du Conseil de sécurité des Nations unies soupçonnent que l'affirmation d'une masse de 2,5 tonnes pourrait faire référence au poids total du missile après épuisement du carburant plutôt qu'au seul poids de l'ogive.

### Missile lancé depuis un wagon
Le 15 septembre 2021, deux missiles sont tirés depuis Yangdok (en), ils parcourent 800 kilomètres en atteignant une altitude maximale de 60 kilomètres. Il s'agit apparemment de versions de base du KN-23, mais ils ont volé beaucoup plus loin que n'importe quel essai précédent de l'arme et ont parcouru une distance encore plus grande que la variante plus grande testée plus tôt dans l'année. Une telle portée pourrait indiquer que le missile n'a pas été testé auparavant jusqu'à sa portée maximale, ou que la conception a subi des modifications telles qu'une charge utile réduite ou des améliorations du profil de vol. Il faut noter que les lancements du 15 septembre 2021 sont effectués à partir d'un wagon de chemin de fer modifié plutôt que d'un lanceur routier. Le wagon de lancement utilise deux mécanismes de montage/lancement côte à côte, comme l'agencement utilisé par le tracteur-érecteur-lanceur. L'utilisation d'un système ferroviaire-mobile est inhabituelle pour un SRBM, car les lanceurs routiers sont plus faciles à déployer et à cacher, tandis que les lanceurs ferroviaires sont limités par le réseau ferroviaire du pays. L'ajout de lanceurs ferroviaires pourrait constituer un effort visant à accroître et à diversifier davantage la force de missiles SRBM du pays, dans la mesure où la modification des wagons existants pour tirer des missiles pourrait être un moyen de compléter un nombre limité de lanceurs, ou éventuellement de tester le concept avant de l'appliquer aux systèmes balistiques intercontinentaux. Un ICBM ferroviaire aurait des avantages par rapport à un ICBM transporté par la route, car de tels gros missiles à combustible liquide transportés dans des wagons seraient capables de se déplacer à plus d'endroits et d'être maintenus dans un état de préparation plus élevé,.
Le 14 janvier 2022, la Corée du Nord teste de nouveau le KN-23 sur une voie ferrée. Deux missiles sont tirés d'Uiju et parcourent 430 kilomètres. Le 15 janvier, KCNA publie des photos du test de lancement du missile.

## Versions
- Hwasong-11Ga/Hwasong-11A - Version de base, d'apparence similaire au missile Iskander[26].
- Hwasong-11Da/Hwasong-11C - Version plus grande, la Corée du Nord prétend qu'elle possède une ogive de 2,5 tonnes[26].
- Hwasong-11Ra/Hwasong-11D - Version plus petite, a une portée réduite[26].
- Hwasong-11ㅅ/Hwasong-11S - Version mer-sol du Hwasong-11A[26].